# Austria 9
AUSTRIA 9 war ein österreichischer privater Fernsehsender. Die zuständige Regulierungsbehörde RTR erteilte die Zulassung bescheidmäßig am 6. Dezember 2007; das Programm wurde am 12. Dezember 2007 um 12:12 Uhr offiziell in Betrieb genommen.
Gesendet wurde aus den Rosenhügelstudios in Wien.
Am 3. Juli 2012 wurde um 20:15 Uhr der Sender durch Sixx Austria ersetzt.

## Geschichte
Am 12. Dezember 2007 startete AUSTRIA 9 seinen Sendebetrieb als österreichweiter, privater Vollprogrammsender.
Im November 2009 wurde der Sender komplett von den zwei Gesellschaftern Conrad Heberling und der Andmann Media Holding übernommen.
Gesendet wurde ein familienfreundliches und österreichisches Unterhaltungsprogramm. Gezeigt wurden österreichische Spielfilme, deutsche Fernsehfilme, Hollywood-Highlights und Hollywood-Klassiker. Ergänzt wurde das Programm mit Serien und Sitcoms, wie zum Beispiel Will & Grace, Akte X – Die unheimlichen Fälle des FBI oder dem Bergdoktor, und diversen Teleshopping-Sendungen. Außerdem gab es Magazine aus allen Bundesländern, wie zum Beispiel Ländle TV, Das Steiermark-Magazin und das Kärnten-Magazin "Schau rein".
Inzwischen lag der Marktanteil von AUSTRIA 9 bei 1 % innerhalb der Zielgruppe der 12- bis 49-Jährigen.
Die Zahl 9 im Sendernamen stand nach eigenen Angaben für die neun österreichischen Bundesländer.
AUSTRIA 9  finanzierte sich großteils selbst durch Fernsehwerbung und Teleshopping-Sendungen. Laut Zulassungsbescheid der RTR handelte es sich um ein Vollprogramm. Klassische Nachrichten wurden jedoch nicht gesendet.
Im April 2012 wurde bekannt, dass die ProSiebenSat.1 Media AG Austria 9 übernommen hat und eine Neuausrichtung zu Sixx Austria vornehmen will.  Am 3. Juli 2012 stellte der Sender seinen Sendebetrieb zu Gunsten von sixx Austria ein.

## Spielfilme
Fünfmal die Woche liefen Spielfilme der unterschiedlichsten Kategorien im Hauptabend:
- Montag: AUSTRIA 9 Movietime (deutsche Filme, zumeist Komödien oder Romantikkomödien)
- Mittwoch: Hollywood-Spielfilm
- Donnerstag: AUSTRIA 9 Movietime
- Freitag: Österreichischer Spielfilm / Europäischer Spielfilm
- Samstag: Hollywood-Spielfilm

## Serien
Serien, die bei AUSTRIA 9 gezeigt wurden:
- JAG – Im Auftrag der Ehre
- Akte X – Die unheimlichen Fälle des FBI
- Der Bergdoktor
- Will & Grace
- Cybill
- Mord ist ihr Hobby
- New York Cops – NYPD Blue
- Law & Order: New York
- MacGyver
- Die Straßen von San Francisco
- Roseanne
- Matlock
- Petrocelli
- The Addams Family
- Ein Käfig voller Helden
- Keine Gnade für Dad
- Jede Menge Familie
- Kobra, übernehmen Sie

## Magazine
- Regionale Magazine
  - Ländle TV (Neues aus Vorarlberg) samt den Ländle-Talks
  - Steiermark Magazin
  - Schau rein – Das Kärnten Magazin
  - Blau-Gelb – Das NÖ-TV
  - Oberösterreichs 4-Viertel
  - Wiener me.Lounge
  - PannonienSport (Sport aus dem Pannonischen Raum) samt Pur dem Magazin und Talk

- Unterhaltungs- und Informationsformate
  - Cast your Art (http://www.castyourart.com/) (verschiedene Künstler und Kunstgalerien werden vorgestellt)
  - Haus und Bau (Einblicke in die wichtigsten Aspekte des Wohnens und Bauens)
  - Kost-bar.TV (kulinarische Tipps und alles was damit zu tun hat)
  - Drehzahl (Alles rund ums Auto)
  - Einsatz (Unterwegs mit dem österreichischen Bundesheer)
  - Quer durch Österreich (Wandern und Kultur in Österreich)
  - Bergauf – Das Alpin- und Umweltmagazin (alles rund um Natur und Bergsteigen)
  - Vivat Vinum (Die Welt des österreichischen Weins)
  - Time 4 You (Freizeitmagazin)
  - Einfach Bankhofer (Gesundheit, Freizeit und Kultur mit Hademar Bankhofer)
  - Sport-Lights (Sportmagazin, welches sowohl die populären als auch Randsportarten bedient)
  - Du & Die Welt – Das Reisemagazin
  - UPC Triple Play

## Eigenproduktionen
Die vorerst einzige eigenproduzierte Sendung von AUSTRIA 9 war das Society-Magazin AUSTRIA 9 Spotlights mit Kathi Steininger als Moderatorin und Redakteurin. In Interviews mit verschiedenen Prominenten des Landes und Aufnahmen ausgewählter Events gab sie Einblicke in die österreichische Society-Szene.

## Technische Details
AUSTRIA 9 erreichte Ende 2009 bereits mehr als zwei Drittel aller TV-Haushalte in Österreich. AUSTRIA 9 wurde österreichweit über Kabel und Satellit sowie über Sky (ehemals Premiere) als auch über AonTV empfangen. Gesendet wird digital über den Satelliten Astra 1H. Das Programm war verschlüsselt, konnte jedoch ohne zusätzliche Kosten mittels einer ORF-Digital-Sat-Karte, mit der auch die Fernsehprogramme des öffentlich-rechtlichen ORF und der Privatsender ATV, ATV2 und Puls 4 entschlüsselt werden, empfangen werden. Die ORF-Smartcards werden aus rechtlichen Gründen nur an österreichische Wohnsitze abgegeben, werden jedoch bei der überwiegenden Zahl der dort verkauften digitalen Satellitenreceiver standardmäßig mitgeliefert, da sonst der Empfang der öffentlich-rechtlichen Fernsehprogramme über Satellit nicht möglich wäre. Eine terrestrische Ausstrahlung über Sendeanlagen in Österreich nach dem DVB-T-Standard erfolgte nicht.
Inzwischen erreicht der Sender fast 77 % aller Haushalte (Stand März 2011).

## Kritik
Im Januar 2011 stellte die Kommission für Zulassung und Aufsicht fest, dass zwei ursprünglich für Einfach Bankhofer produzierte und auf Bibel TV zweitverwertete Interviews Schleichwerbung darstellen. Die Kommission erklärte hierzu:
…In dem Gesundheitsmagazin kamen u. a. Experten zu Wort, die über den Nutzen von bestimmten Produkten bzw. Wirkstoffen sprachen, von deren Verkauf sie wirtschaftlich profitieren. Die Zuschauer wurden über diese Zusammenhänge im Unklaren gelassen. Die Produkte waren jeweils mehrfach und deutlich erkennbar im Bild zu sehen.
Die zum größten Teil unbeliebten Quiz- bzw. Call-In-Sendungen wurden im Laufe des Jahres 2010 abgesetzt und durch weitere Teleshopping-Sendungen ersetzt.